# Gare de Moreuil
La gare de Moreuil est une gare ferroviaire française de la ligne d'Ormoy-Villers à Boves, située sur la commune de Moreuil dans le département de la Somme, en région Hauts-de-France.
C'est une gare de la Société nationale des chemins de fer français (SNCF) desservie par des trains TER Hauts-de-France.

## Situation ferroviaire
Établie à 37 m d'altitude, la gare de Moreuil est située au point kilométrique (PK) 133,0 de la ligne d'Ormoy-Villers à Boves, entre les gares ouvertes de Hargicourt - Pierrepont et de Thézy-Glimont.
C'est l'une des trois gares intermédiaires de la liaison Amiens - Compiègne (avec Montdidier et Estrées-Saint-Denis) où les trains peuvent se croiser sur cette ancienne double ligne remise à voie unique dans les années 1980.

## Histoire

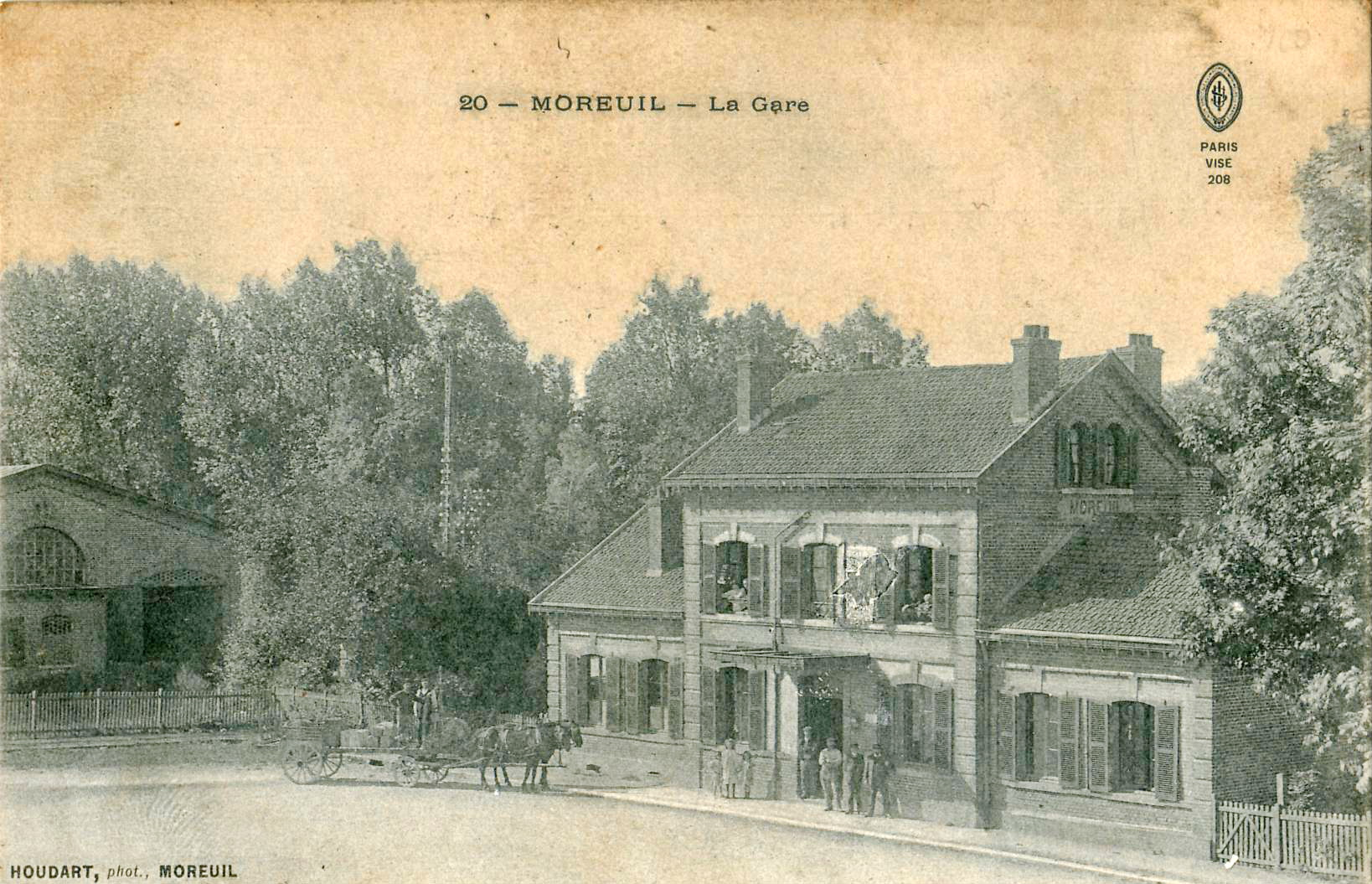
Le bâtiment initial de la gare, avec son architecture typiquement Nord.

La gare, mise en service le 1er juin 1883, a été détruite — comme la quasi-totalité de la ville — pendant les combats de mars 1918, puis a été reconstruite dans l'entre-deux-guerres,.
Elle a bénéficié de travaux d'amélioration et de mise en accessibilité aux personnes handicapées en 2003, dans le cadre du chantier de modernisation de la liaison Amiens – Compiègne financé dans le cadre du 12e contrat de plan État-région.
Fin mars 2015, l'ancienne halle à marchandises, alors occupée par une association, a dû être détruite, à la suite d'un incendie criminel survenu en février.

## Service des voyageurs

### Accueil
Gare SNCF du réseau TER Hauts-de-France elle dispose d'un bâtiment voyageurs, avec un guichet, ouvert du lundi au samedi et fermé les dimanches et jours fériés. Elle est équipée d'un automate pour l'achat de titres de transport TER et de panneaux d'affichage électronique des trains.
Un passage planchéié permet la traversée des voies et l'accès aux quais.

### Desserte
Moreuil est desservie par des trains TER Hauts-de-France, express ou omnibus, qui effectuent des missions entre les gares d'Amiens et de Compiègne. En 2009, la fréquentation de la gare était de 476 voyageurs par jour.

### intermodalité
Un parking pour les véhicules y est aménagé.

## Galerie de photos

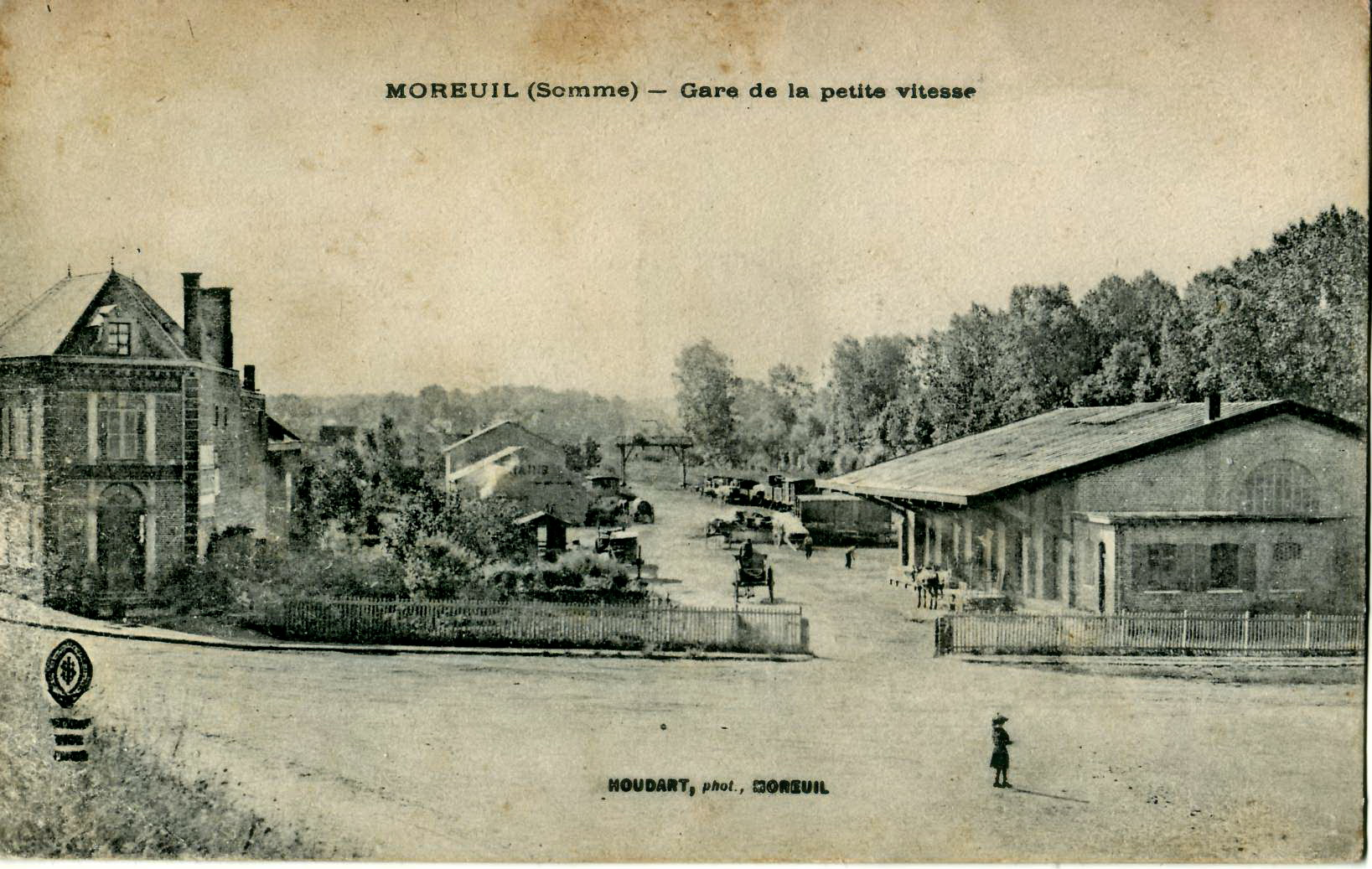
La gare de Moreuil avait d'importantes installations marchandises au début du XXe siècle
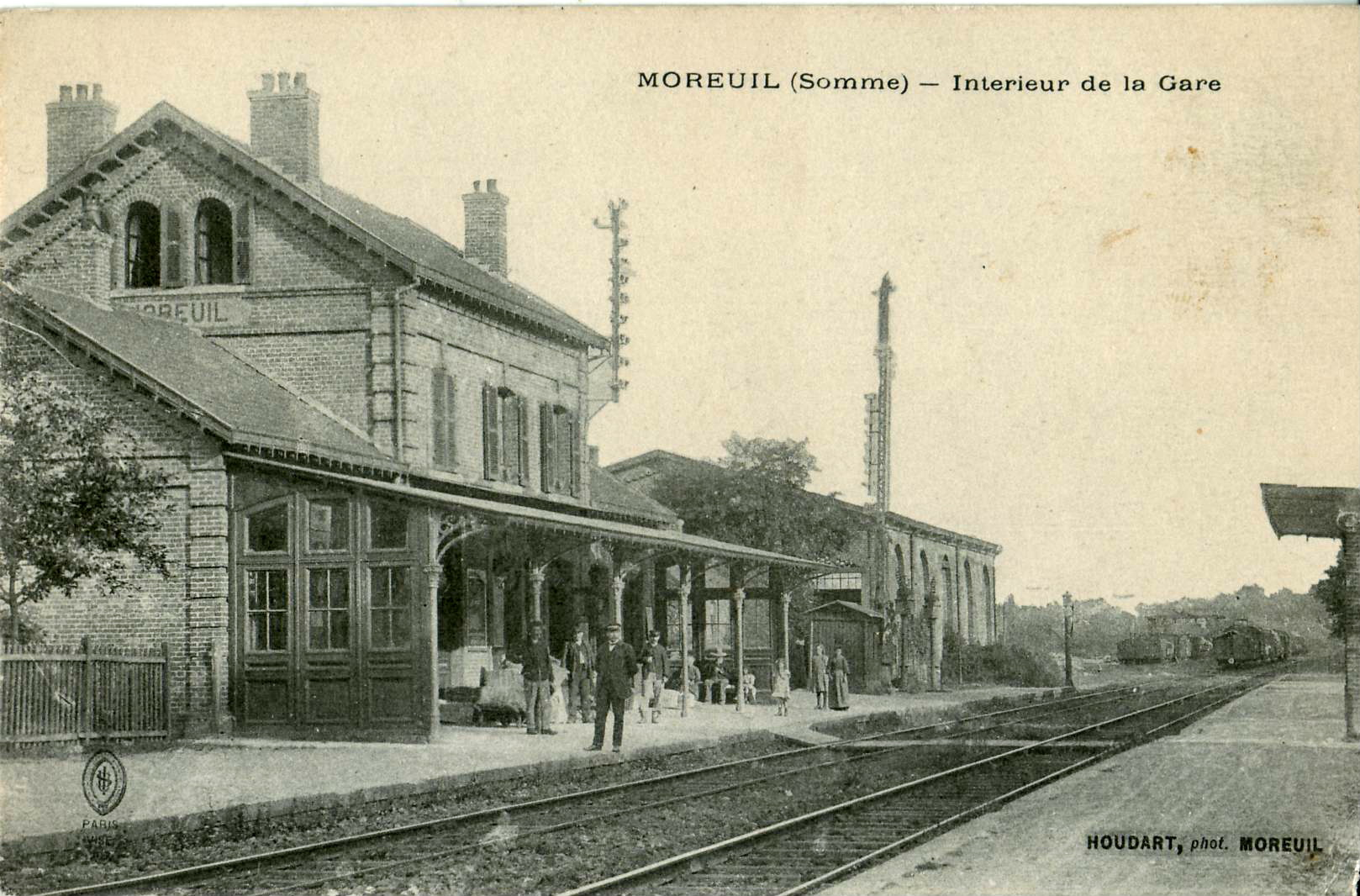
Intérieur de la gare, avant la Première Guerre mondiale
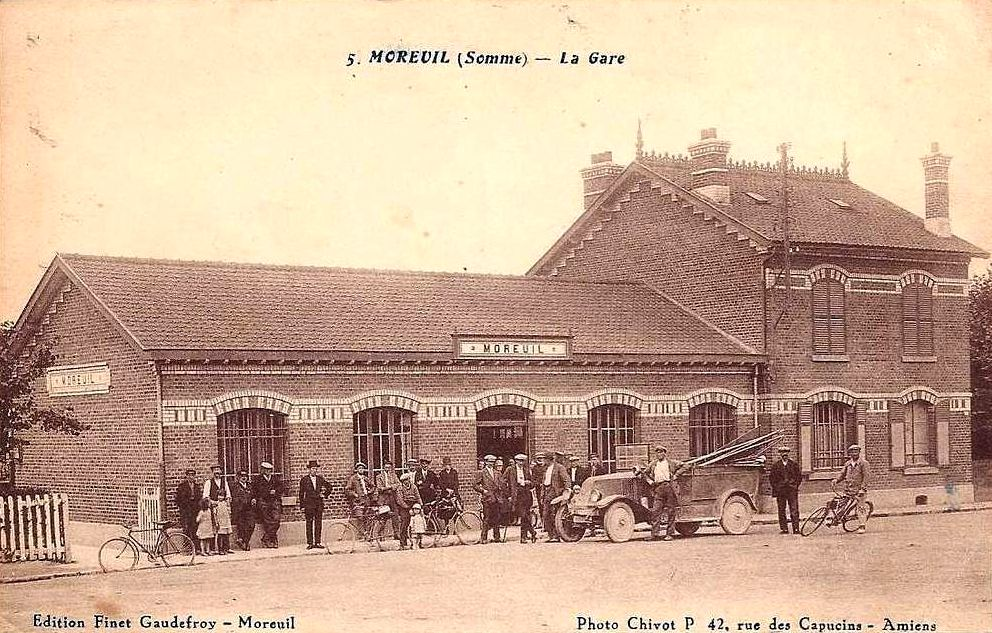
La gare reconstruite, dans l'entre-deux-guerres
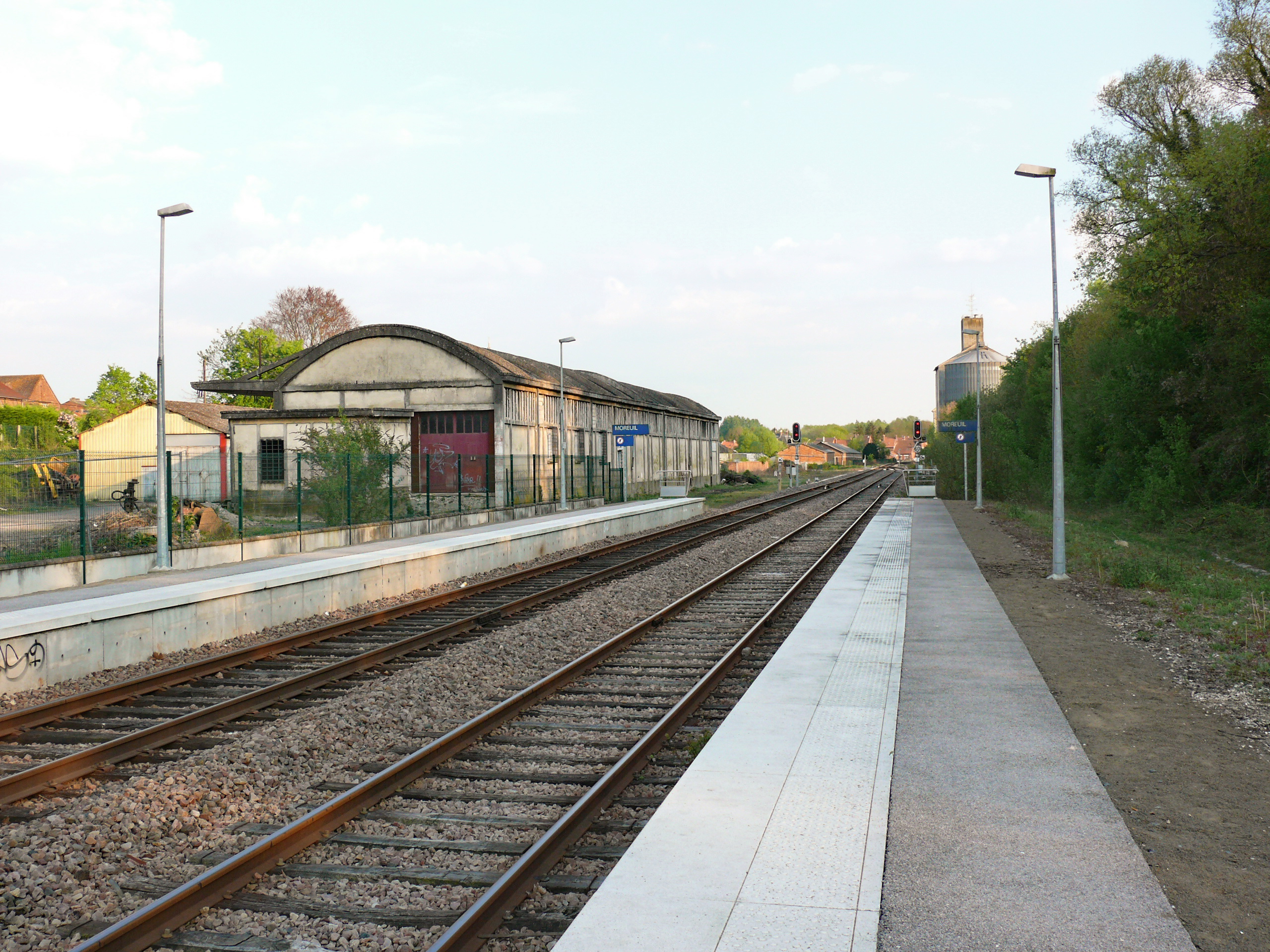
Les installations marchandises, en 2011
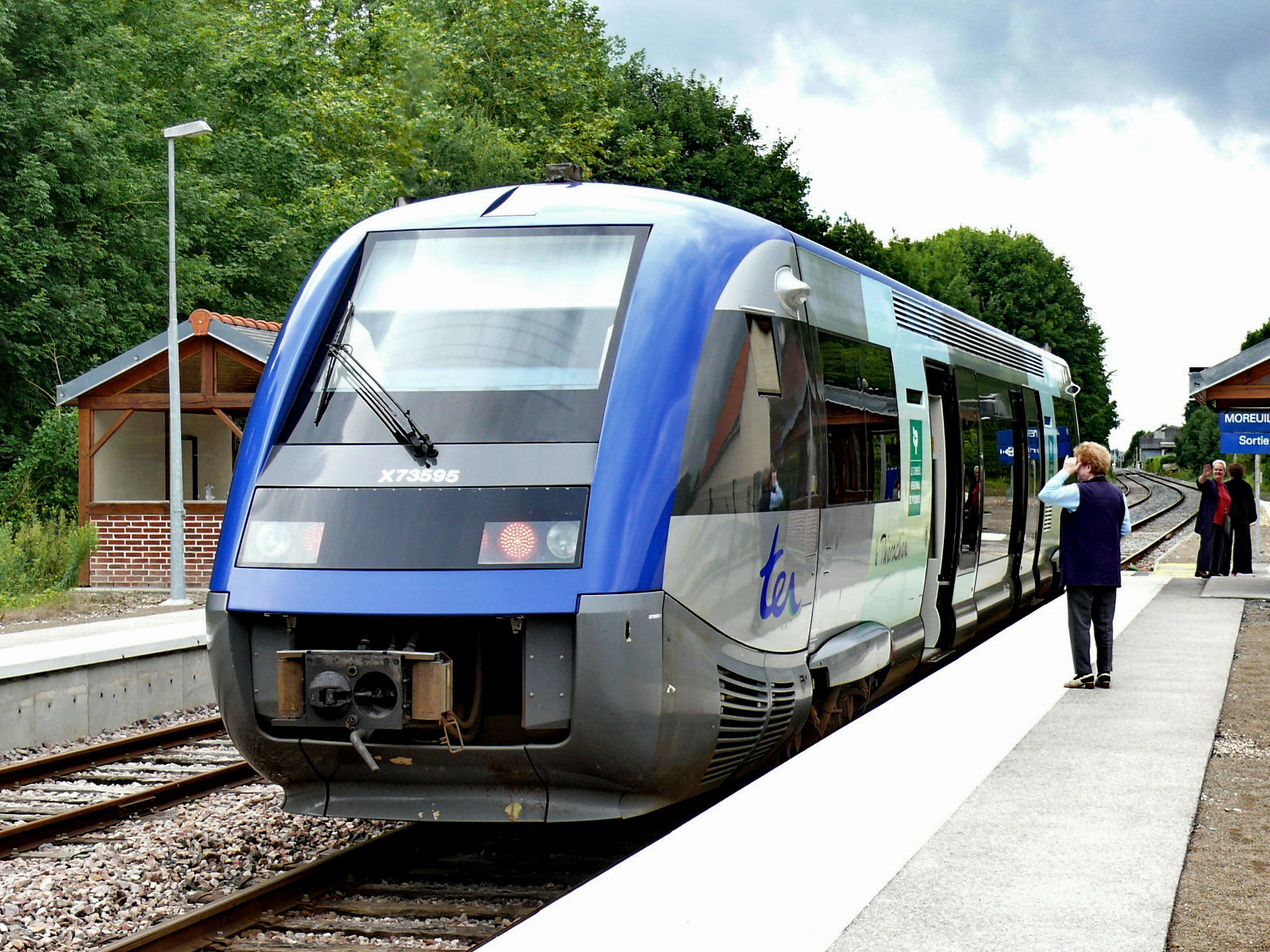
Desserte moderne par autorail X 73500
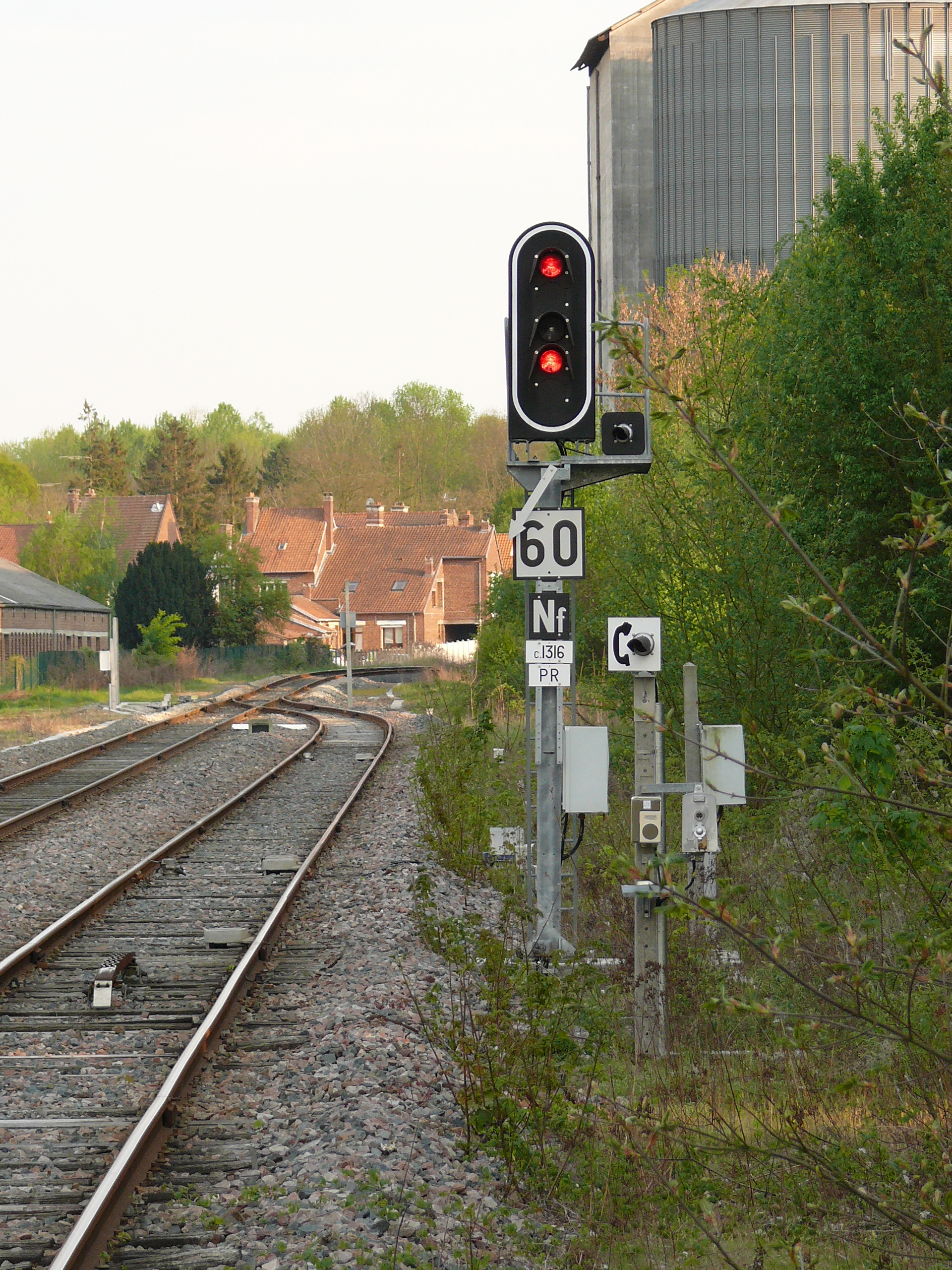
La signalisation de la ligne est celle du BAPR de voie unique